# Pieter Bon
Pieter Lammert „Piet“ Bon (* 18. April 1946 in Aalsmeer) ist ein ehemaliger niederländischer Ruderer und Arzt.

## Karriere
Pieter Bon nahm an den Weltmeisterschaften 1966 und  Europameisterschaften 1967 teil. Darüber hinaus gehörte bei den Olympischen Sommerspielen 1968 zur niederländischen Bootsbesatzung, die in der Achter-Regatta den 8. Platz belegte.
Sein Vater Simon Bon war ebenfalls Ruderer und Olympiateilnehmer. Auch von Beruf waren sowohl Vater als auch Sohn als Ärzte tätig. Pieter Bon begann 1964 ein Medizinstudium und betreute als Mannschaftsarzt die niederländischen Hockeynationalmannschaft unter anderem bei der Weltmeisterschaft 1990 und bei den Olympischen Spielen 1992 in Barcelona. Anschließend wurde er Leo Beenhakker zu Ajax Amsterdam geholt, wo er 22 Jahre lang als Mannschaftsarzt tätig war. 2011 verließ er den Club und wurde Mannschaftsarzt der niederländische Fußballnationalmannschaft. Darüber hinaus führte er mit seinem Schwager viele Jahre eine Hausarztpraxis in Aalsmeer. Im April 2016 ging er schließlich in den Ruhestand.